# リーワー

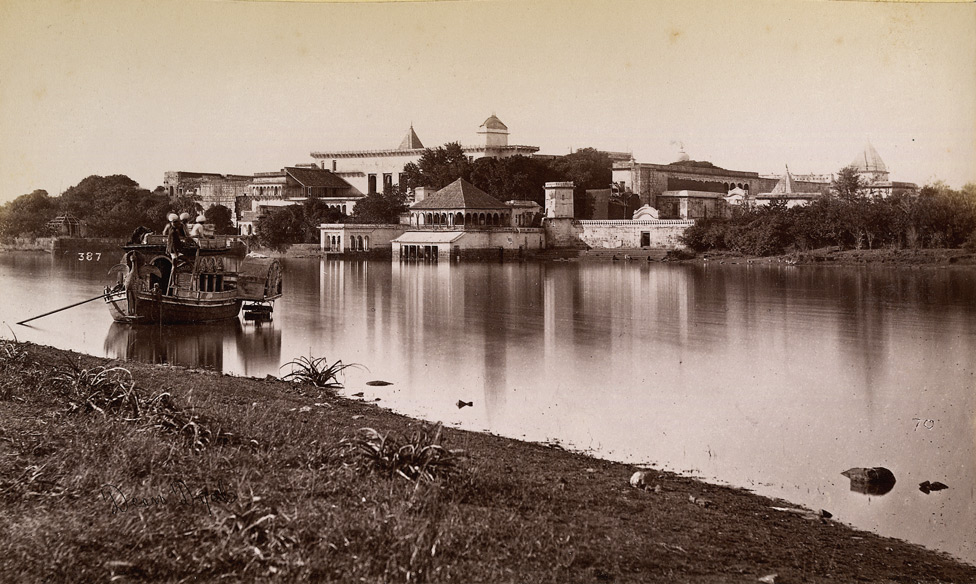
リーワー藩王国の宮殿 （ゴーヴィンドガル、1882年）

リーワー（ヒンディー語：रीवा rīvā、英語：Rewa）は、インド中部のマディヤ・プラデーシュ州、リーワー県の都市。

## 歴史
この地は12世紀頃から続いた領主の本拠地であり、その家系はラージプートのチャウルキヤ朝の流れを組む一族であった。
1760年4月22日、リーワー領のマカンプルで、ムガル朝の第16代皇帝アクバル2世が誕生した。
19世紀以降、イギリス統治下ではリーワー藩王国の首都となり、1947年までその保護下にあった。